# Antoine de Meaux
Antoine de Meaux (* 28. Juni 1972) ist ein französischer Schriftsteller, Regisseur und Journalist.

## Leben
Als ausgebildeter Journalist dreht Antoine de Meaux Dokumentarfilme für das Fernsehen: „Simone et Jean, Chronik der Firma Renaud-Barrault“ (2005), „Patrick Modiano, Ich erinnere mich an alles“ (2007), „Philippe Noiret, Gentleman Acrobat“ (2009) und Le Procès Céline (2011) zur Kontroverse um die ideologischen Positionen und das literarische Genie des Schriftstellers Louis-Ferdinand Céline. Er beteiligte sich auch an der Recherche für den Dokumentarfilm À la recherche de Michel Vieuchange (2008) unter der Regie von Jacques Tréfouël und führte selbst Regie bei achtzehn Episoden der von Stéphane Bern moderierten Sendung Secrets d’histoire über das historische Erbe, darunter „Louis XIV, Leidenschaften des Sonnenkönigs“ (2012), der 4,9 Millionen Zuschauer und einen Marktanteil von 21 % auf France 2 anzog.
Im Jahr 2004 wurde Antoine de Meaux zum Mitglied des Redaktionsausschusses der von Robert Laffont herausgegebenen Bouquins-Sammlung ernannt. Die gleiche Funktion hatte er auch im Kreativmagazin Nunc inne. 2004 begann er auch, einen Roman mit dem Titel L’Ultime Désert: vie et mort de Michel Vieuchange zu schreiben, der an das turbulente Leben des französischen Abenteurers Michel Vieuchange erinnert.
In Mémoire cavalière (Robert Laffont, 2007) war er Coautor des Schauspielers Philippe Noiret. 2015 veröffentlichte er  den historischen Roman Le Fleuve guillotine, der während der Französischen Revolution spielt. Die Arbeit gewann den Claude-Fauriel-Preis 2015.
Er ist der Schwiegersohn des französischen Diplomaten Daniel Rondeau.

## Preise und Auszeichnungen
- 2015: Prix Claude Fauriel für Le Fleuve guillotine
- 2021: Prix de la Résistance, verliehen vom Comité d'Action de la Résistance et le Souvenir français, pour Miarka.

## Werk

### Romane und Geschichten
- L’Ultime Désert : vie et mort de Michel Vieuchange. Phébus, Paris 2004, ISBN 2-85940-762-6
- Le Fleuve guillotine. Phébus, Paris 2015, ISBN 978-2-7529-1031-8
- Miarka. Phébus/Libella, Paris 2020, ISBN 978-2-7529-1219-0

### Anthologien
- Charles de Foucauld, l’explorateur fraternel. Points, Paris 2008, ISBN 978-2-7578-0905-1